# Doddington (Cheshire)
Doddington – wieś w Anglii, w hrabstwie ceremonialnym Cheshire, w dystrykcie (unitary authority) Cheshire East. Leży 36 km na południowy wschód od miasta Chester i 231 km na północny zachód od Londynu.